# Власово (Николоторжское сельское поселение)
Власово — деревня в Кирилловском районе Вологодской области.
Входит в состав Николоторжского сельского поселения, с точки зрения административно-территориального деления — в Николо-Торжский сельсовет.
Расстояние по автодороге до районного центра Кириллова — 42 км, до центра муниципального образования Никольского Торжка — 17 км. Ближайшие населённые пункты — Кощеево, Рукино, Новшино, Степучево.
По переписи 2002 года население — 13 человек.